# Sex and Death 101
Sex and Death 101 is een Amerikaanse zwarte komedie uit 2007, geschreven en geregisseerd door Daniel Waters en met Simon Baker in de hoofdrol. De film werd vrij negatief onthaald en was ook aan de bioscoopkassa's geen succes.

## Verhaal
Roderick Blank is manager bij een fastfoodketen en staat op het punt te trouwen. Dan krijgt hij een lijst toegestuurd met de namen van 101 vrouwen, waarvan de eerste 28 voormalige bedpartners zijn en nummer 29 zijn verloofde. Als hij kortelings later nummer 30 ontmoet gelooft hij dat de andere namen zijn toekomstige bedpartners zijn. Hij breekt met zijn verloofde en besluit de lijst af te werken. Hij wordt verliefd op Miranda, maar die komt ongelukkig om het leven en blijkt later niet op de lijst te staan.
Intussen is er een door de media "Death Nell" genoemde vrouw aan het werk die mannen verleidt en vervolgens in coma brengt. Ze laat telkens een feministische boodschap achter op de muur. Bij haar laatste slachtoffer verliest ze echter haar rijbewijs en als haar echte identiteit bekend raakt, ontdekt Roderick dat zij de laatste naam op zijn lijst is. Nadat nummer 100 gepasseerd is, sluit hij zich eerst op, maar besluit dan zijn lot tegenmoet te gaan. Hij ontmoet Gillian, zoals Death Nell echt heet, en ze raken in de ban van elkaar. Ze besluiten allebei een comapil te nemen, maar komen erdoor en blijken in de epiloog gelukkig getrouwd te zijn en een zoontje te hebben.

## Rolverdeling
| Acteur        | Personage                     | Opmerkingen                |
| ------------- | ----------------------------- | -------------------------- |
| Simon Baker   | Roderick Blank                | Protagonist                |
| Winona Ryder  | Gillian De Raisx - Death Nell |                            |
| Leslie Bibb   | dr. Miranda Storm             | Dierenarts                 |
| Sophie Monk   | Cynthia Rose                  | Naaktmodel op #31          |
| Julie Bowen   | Fiona Wormwood                | Rodericks verloofde op #29 |
| Jessica Kiper | Carlotta Valdes               | Stripper op #30            |
| Mindy Cohn    | Trixie                        | Rodericks secretaresse     |
| Robert Wisdom | Alpha                         |                            |
| Tanc Sade     | Beta                          |                            |
| Patton Oswalt | Fred                          |                            |